# Above the City
Above the City är Club 8:s åttonde studioalbum, utgivet den 20 maj 2013 på skivbolaget Labrador.
Above the City producerades av Johan Angergård, förutom "A Small Piece of Heaven" som producerades av Philip Ekström. Albumet spelades in i Summersound Studios, förutom "A Small Piece of Heaven" som spelades in i House Arrest Studio.

## Låtlista
Alla låtar är skrivna av Johan Angergård.

### CD
1. "Kill Kill Kill" – 3:25
2. "Stop Taking My Time" – 2:50
3. "You Could Be Anybody" – 4:08
4. "Run" – 3:38
5. "Interlude" – 0:56
6. "Hot Sun" – 03:25
7. "A Small Piece of Heaven" – 2:48
8. "I'm Not Gonna Grow Old" – 3:32
9. "Interlude #2" – 0:21
10. "Into Air" – 4:10
11. "Instrumental" – 1:15
12. "Travel" – 2:09
13. "Less than Love" – 3:17
14. "Straight as an Arrow" – 3:18

### LP
Sida A
1. "Kill Kill Kill" – 3:25
2. "Stop Taking My Time" – 2:50
3. "You Could Be Anybody" – 4:08
4. "Run" – 3:38
5. "Interlude" – 0:56
6. "Hot Sun" – 03:25
7. "A Small Piece of Heaven" – 2:48

Sida B
1. "I'm Not Gonna Grow Old" – 3:32
2. "Interlude #2" – 0:21
3. "Into Air" – 4:10
4. "Instrumental" – 1:15
5. "Travel" – 2:09
6. "Less than Love" – 3:17
7. "Straight as an Arrow" – 3:18

## Medverkande
- Johan Angergård – instrument, bakgrundssång, producent, låtskrivare
- Jonatan Dahl-Komstedt – bakgrundssång ("Travel" och "Less than Love")
- Miranda Dahl-Komstedt – röst ("Stop Taking My Time")
- Philip Ekström – instrument ("A Small Piece of Heaven"), producent ("A Small Piece of Heaven")
- Karolina Komstedt – sång
- Vladimir Kryutchev – olika ljudinspelningar ("Interlude")
- Ellen Moberg Modin – bakgrundssång ("Less than Love")
- Martin Nordvall – bakgrundssång ("I'm Not Gonna Grow Old" och "Straight as an Arrow")
- Alexander Terenkov – röst ("Interlude")

## Mottagande
Albumet har medelbetyget 3,7/5 på Kritiker.se, baserat på åtta recensioner. Högst betyg fick den av bland andra Gaffa (5/6), Ge hit musiken (8/10) och Helsingborgs Dagblad (4/5). Lägst betyg fick den av Aftonbladet (3/5), Dagens Nyheter (3/5) och Sydsvenskan (3/5).
Allmusic gav betyget 4/5. Recensenten Tim Sendra kallade albumet från Club 8:s mest varierande och intressanta ditintills.